# Decibel Outdoor
Decibel Outdoor is een Nederlands dancefestival dat sinds 2002 jaarlijks wordt georganiseerd.

## Geschiedenis
Het evenement is ooit bedacht als nachtfestival. De eerste drie versies van het festival werden gehouden bij recreatiegebied Binnenmaas in Mijnsheerenland, de editie van 2005 was in het Recreatieterrein Lingebos in Gorinchem en sinds 2006 wordt het festival jaarlijks gehouden bij de Beekse Bergen in Hilvarenbeek. Sinds 2011 wordt er ieder jaar een camping naast het festivalterrein opgezet.
Er is op dit festival een verscheidenheid aan muziekstijlen, alle in de categorie 'hard dance'. Onder andere hardstyle, hardcore, freestyle, uptempo, millennium, oldschool & early rave, terror en industrial beats klinken door de boxen.
Het festival heeft sinds 2019 drie festivaldagen. Op vrijdag is een deel van het terrein geopend met acht area's en op zaterdag en zondag is het hele terrein open met twaalf area's. Daarnaast wisselt bijna ieder podium dagelijks van genre.  
Op het campingterrein gaat het feest iedere dag nog door tot in de vroege uurtjes in de 'City Hall' en de '24HRS Rave Café'. Tijdens het weekend vinden er meerdere spectaculaire eindshows plaats. 
Het festival trekt in zijn huidige formaat ongeveer 120.000 bezoekers en meer dan 300 artiesten.

### Incidenten
Tijdens de editie van 2023 overleden twee bezoekers.

## Edities
| Datum                     | Locatie                                      | Anthem                                                            |
| 31 augustus 2002          | Recreatiegebied Binnenmaas (Mijnsheerenland) | The Beholder & Balistic - Decibel Anthem                          |
| 30 augustus 2003          | Recreatiegebied Binnenmaas (Mijnsheerenland) | The Beholder & Balistic feat. Max Enforcer - Decibel 2003         |
| 28 augustus 2004          | Recreatiegebied Binnenmaas (Mijnsheerenland) | The Beholder & Balistic feat. Max Enforcer - Bigger Better Louder |
| 20 augustus 2005          | Lingebos (Gorinchem)                         | The Beholder & Balistic feat. Max Enforcer - Nuclear Reaction     |
| 19 augustus 2006          | Beekse Bergen (Hilvarenbeek)                 | Southstylers - Decibel Anthem 2006                                |
| 18 augustus 2007          | Beekse Bergen (Hilvarenbeek)                 | Deepack & Charly Lownoise feat. MC Villain - Can't Hold Us Down   |
| 16 augustus 2008          | Beekse Bergen (Hilvarenbeek)                 | The Beholder & Zany - Bleeding For The Harder Styles              |
| 15 augustus 2009          | Beekse Bergen (Hilvarenbeek)                 | Brennan Heart - City of Intensity                                 |
| 21 augustus 2010          | Beekse Bergen (Hilvarenbeek)                 | Noisecontrollers - Summer In the City                             |
| 20 augustus 2011          | Beekse Bergen (Hilvarenbeek)                 | Zany & Max Enforcer feat. MC DV8 - Sound Intense City             |
| 17, 18 & 19 augustus 2012 | Beekse Bergen (Hilvarenbeek)                 | Zatox - D.E.C.I.B.E.L                                             |
| 16, 17 & 18 augustus 2013 | Beekse Bergen (Hilvarenbeek)                 | Alpha² & Noisecontrollers - Craving for the Beat                  |
| 15, 16 & 17 augustus 2014 | Beekse Bergen (Hilvarenbeek)                 | Psyko Punkz - Back Again                                          |
| 14, 15 & 16 augustus 2015 | Beekse Bergen (Hilvarenbeek)                 | Hard Driver - Shifting Gears                                      |
| 19, 20 & 21 augustus 2016 | Beekse Bergen (Hilvarenbeek)                 | Ran-D ft LXCPR - United                                           |
| 18, 19 & 20 augustus 2017 | Beekse Bergen (Hilvarenbeek)                 | Noisecontrollers & Bass Modulators - Destination                  |
| 17, 18 & 19 augustus 2018 | Beekse Bergen (Hilvarenbeek)                 | Brennan Heart - Fuelled by Fanatics                               |
| 16, 17 & 18 augustus 2019 | Beekse Bergen (Hilvarenbeek)                 | Atmozfears & LXCPR - Live Loud                                    |
| 22 augustus 2020          | Livestream                                   | Frequencerz & Rejecta - Stay Loud                                 |
| Editie 2021               | Afgelasting wegens COVID-19 pandemie         | Afgelasting wegens COVID-19 pandemie                              |
| 19, 20 & 21 augustus 2022 | Beekse Bergen (Hilvarenbeek)                 | D-Sturb & ATILAX - Break Free                                     |
| 18, 19 & 20 augustus 2023 | Beekse Bergen (Hilvarenbeek)                 | Act of Rage & ATILAX - Raging City                                |
| 16, 17 & 18 augustus 2024 | Beekse Bergen (Hilvarenbeek)                 | Rejecta & LXCPR - Echoes Of Existence                             |